# Kaarepere
Kaarepere (Duits: Kersel) is een plaats in de Estlandse gemeente Jõgeva, provincie Jõgevamaa. De plaats heeft 243 inwoners (2021) en heeft de status van dorp (Estisch: küla).
Kaarepere maakte tot in 2017 deel uit van de gemeente Palamuse. In oktober van dat jaar werd de gemeente Palamuse bij de gemeente Jõgeva gevoegd.

## Geschiedenis
Kaarepere heette oorspronkelijk Aruküla (het is een van de ca. tien dorpen die zo heten of geheten hebben) en werd voor het eerst genoemd in een document uit 1582. Het dorp hoorde bij het landgoed Kersel, dat verschillende Baltisch-Duitse families als eigenaar heeft gehad. Het landhuis, dat in het buurdorp Pikkjãrve lag, bestaat niet meer.
De kerk van Kaarepere behoort tot de Estische Apostolisch-Orthodoxe Kerk. De kerk heet Kaarepere Vaga Suzdali Eufimi ja Vaga Egiptuse Maria kirik (‘Kerk van Sint-Euthymius  van Soezdal en de Heilige Maria van Egypte te Kaarepere’) en is gebouwd in de jaren 1896-1898. Om de kerk heen ligt een kerkhof.

## Station Kaarepere
Kaarepere heeft sinds 1877 een station aan de spoorlijn Tapa - Tartu. De stoptreinen stoppen er, de sneltreinen niet. Het stationsgebouw dateert uit 1927 en staat op de monumentenlijst.

## Foto’s

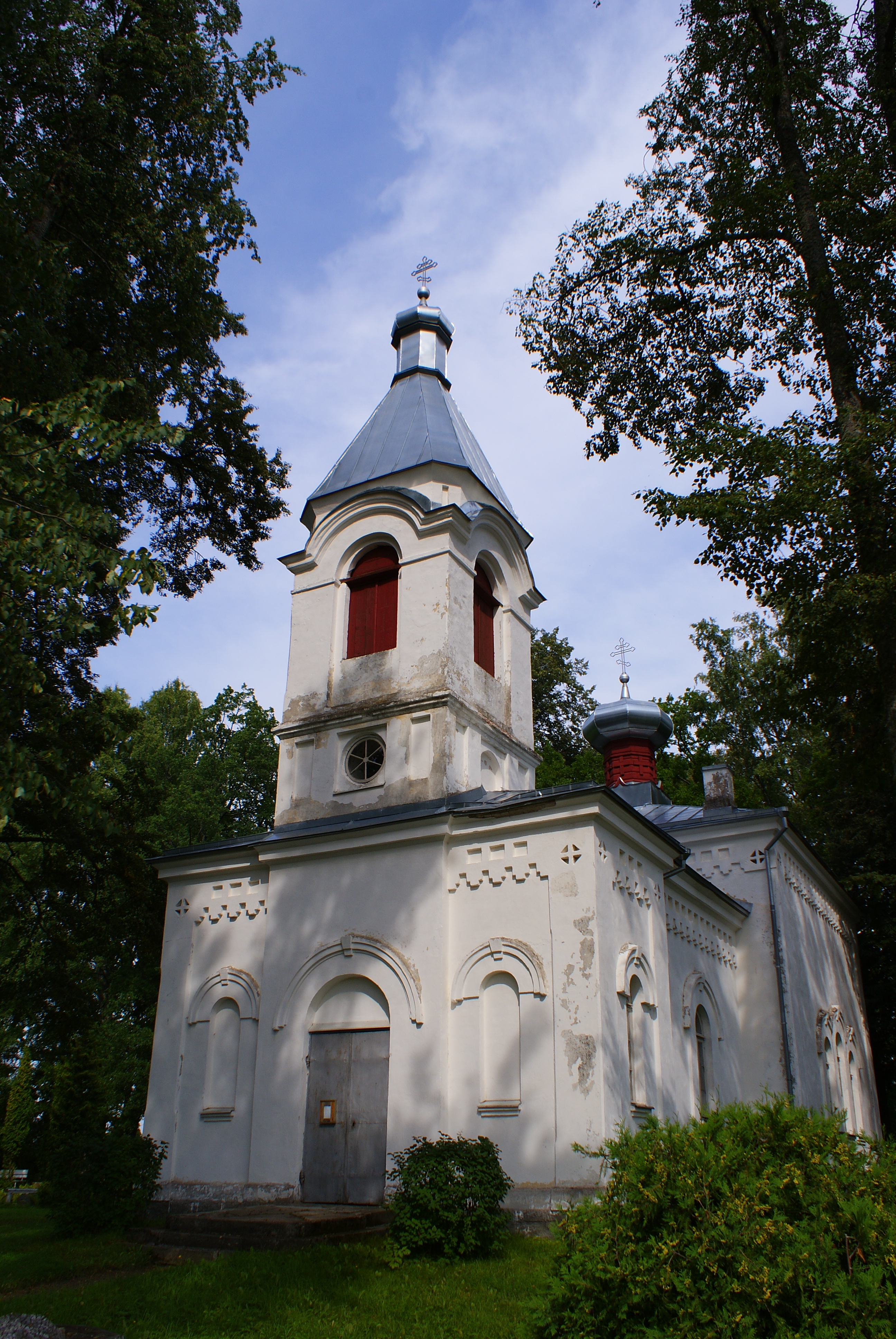
Kerk van Sint-Euthymius van Soezdal en de Heilige Maria van Egypte
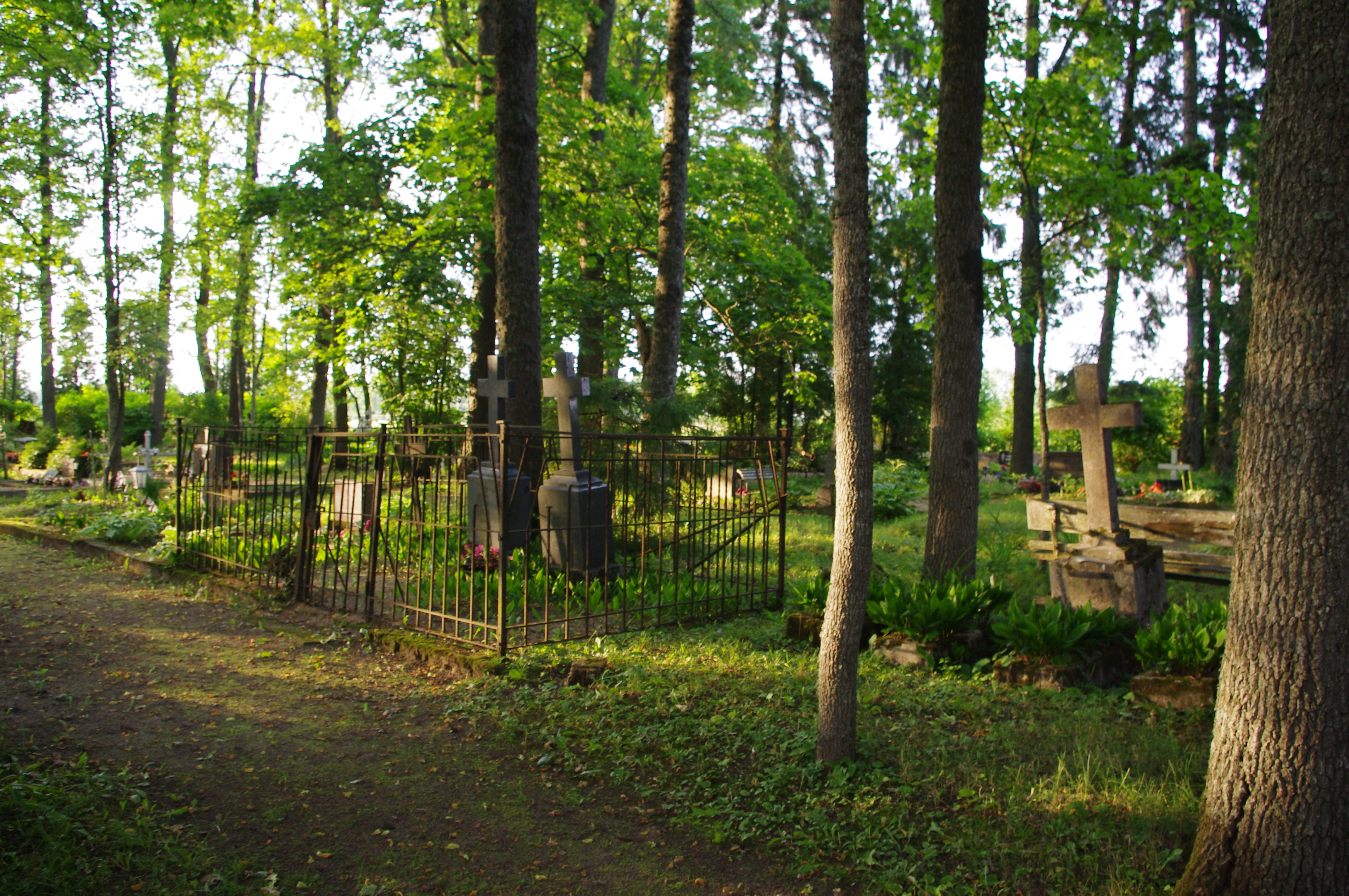
Het kerkhof bij de orthodoxe kerk
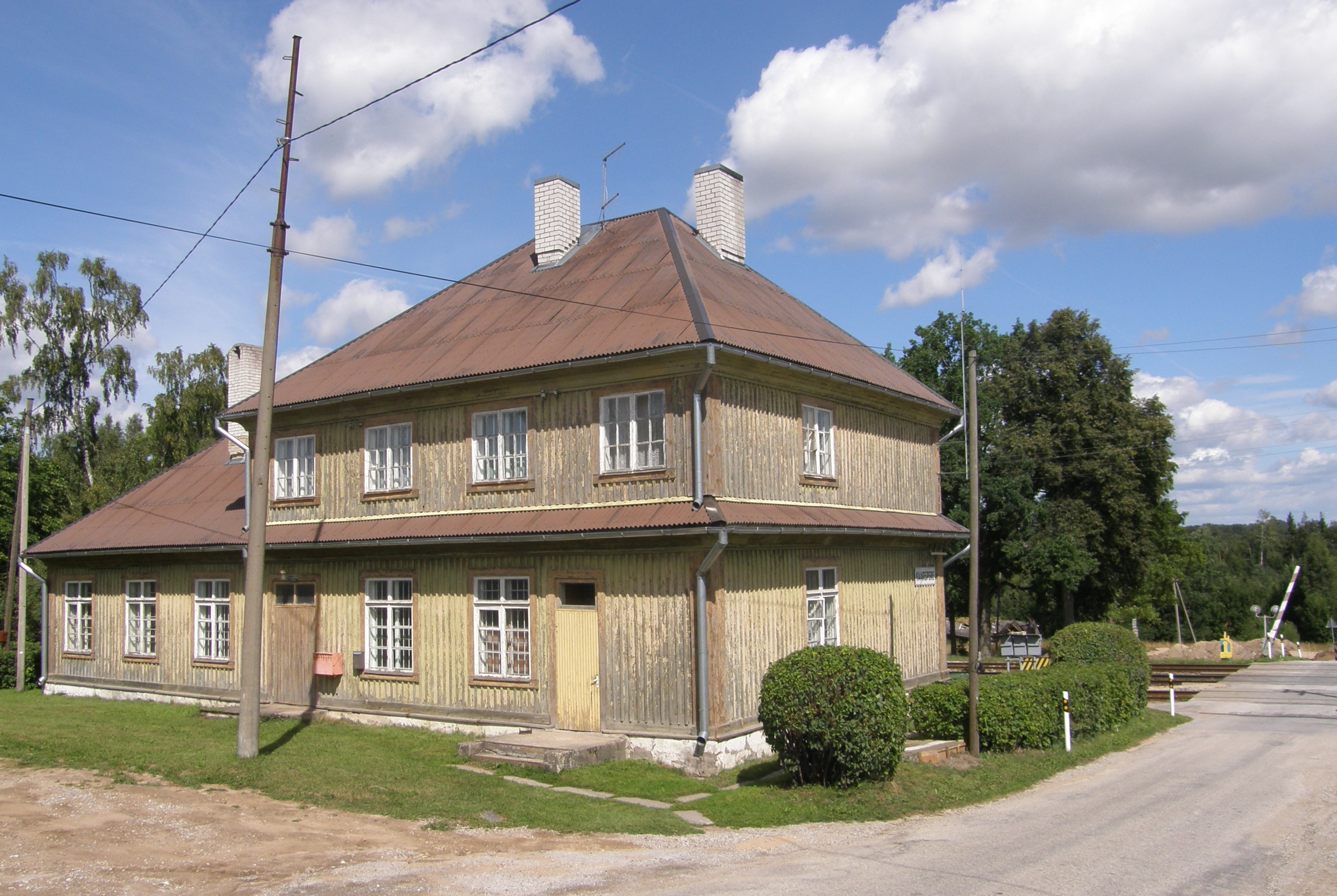
Het station, voorzijde
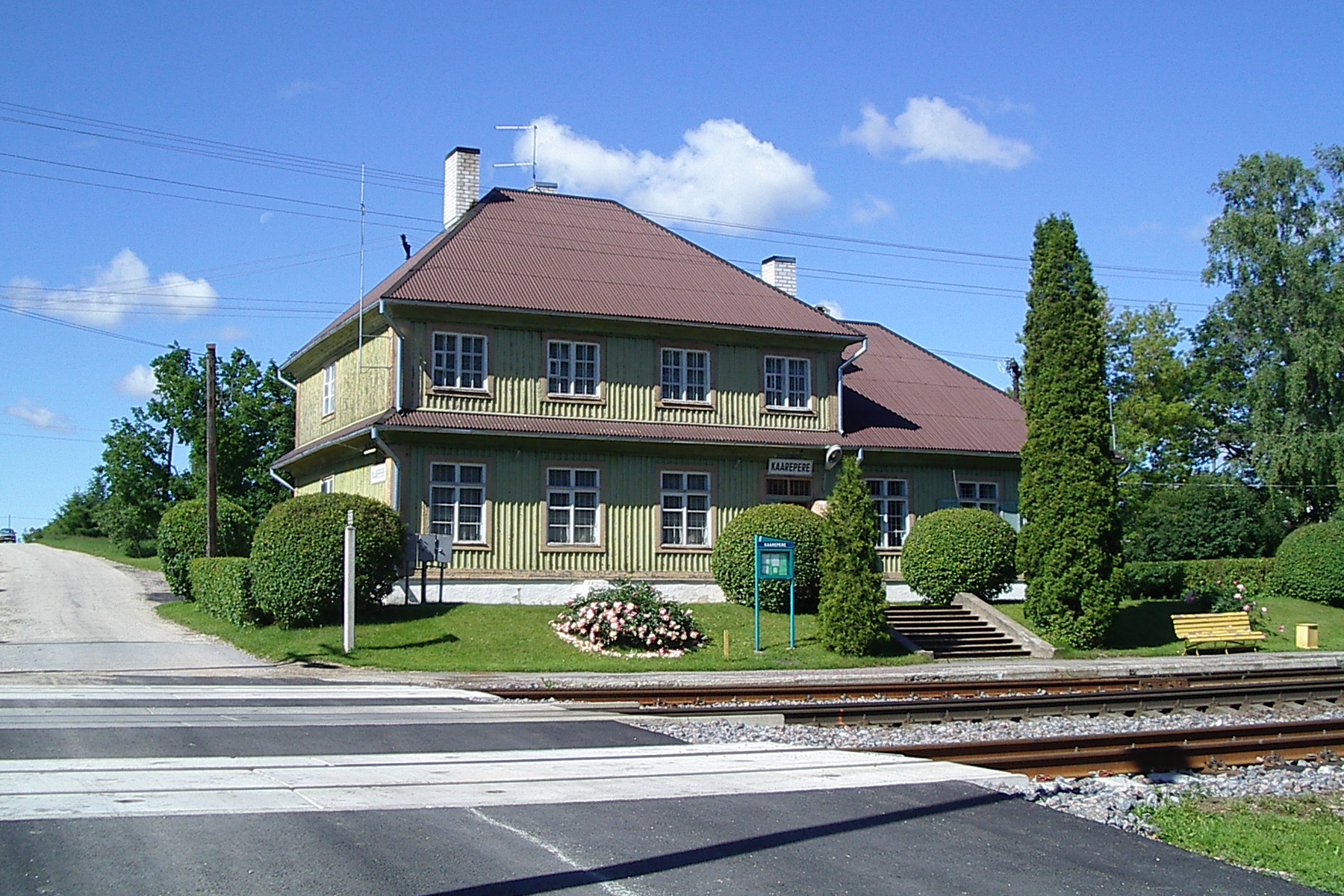
Het station, achterzijde